# Lisandro C. Abadia
Lisandro C. Abadia (* 1938) ist ein ehemaliger philippinischer General, der unter anderem 1991 Kommandierender General des Heeres sowie zwischen 1991 und 1994 Chef des Stabes der Streitkräfte der Philippinen war.

## Leben
Abadia begann nach dem Besuch der Akademie der Handelsmarine PMAA (Philippine Merchant Marine Academy) 1958 eine Offiziersausbildung an der Militärakademie (Philippine Military Academy), die er 1962 abschloss. In der Folgezeit fand er verschiedene Verwendungen als Offizier des Heeres (Philippine Army) und war unter anderem vom 28. Mai 1975 bis zum 16. Juni 1976 als Oberstleutnant Kommandeur des 14. Infanteriebataillons. Er spielte als Oberst und Operationsstabsoffizier des Heeres eine Schlüsselrolle bei der EDSA-Revolution, die am 25. Februar 1986 zum Sturz von Ferdinand Marcos führte.
Am 11. Januar 1991 wurde er als Generalmajor von Präsidentin Corazon Aquino zum Nachfolger von Generalmajor Guillermo G. Flores als Kommandierender General des Heeres (Commanding General of the Philippine Army) ernannt. Diesen Posten bekleidete er jedoch nur drei Monate lang bis zum 11. April 1991 und wurde dann durch Generalmajor Arturo Enrile abgelöst. Daraufhin ernannte ihn Präsidentin Aquino zum Nachfolger von Generalleutnant Rodolfo Biazon als Chef des Stabes der Streitkräfte der Philippinen (Chief of Staff of the Armed Forces of the Philippines). Er war damit als General der höchste Offizier der Streitkräfte. Seine Ernennung stieß auf Kritik in der Generalität, da 42 Generale der Streitkräfte wie die Generalmajore Guillermo Flores und Alexander Aguirre längere Dienstzeiten hatten. In seiner Amtszeit kam es zum Kampf gegen den Terrorismus, insbesondere gegen die islamistische Untergrundbewegung Abu Sajaf. Den Posten des Stabschefs der Streitkräfte bekleidete er bis zu seinem Eintritt in den Ruhestand am 12. April 1994 und wurde dann durch Generalleutnant Arturo Enrile abgelöst.
Nach seinem Ausscheiden aus dem aktiven Militärdienst war er in der Wirtschaft tätig und unter anderem bis zum 14. Dezember 2011 Direktor der philippine estates corp. Bei den Wahlen vom 11. Mai 1998 kandidierte Abadia für die LAKAS-National Union of Christian Democrats (LAKAS-NUCD) für einen der zwölf zu vergebenden Sitze im Senat der Philippinen. Dabei erreichte er 5.426.378 Wählerstimmen, verpasste aber als Neunzehnter von 40 Kandidaten den Einzug in den Senat deutlich. Im Januar 2001 gehörte er zu den Unterzeichnern einer Zeitungsanzeige, in der 60 ehemalige Offiziere den Rücktritt von Präsident Joseph Estrada forderten.
Gegen Abadia wurde 2011 sowie 2014 Anklage vor dem Sondergericht (Sandiganbayan) ierhoben. Ihm wurde vorgeworfen sich während seiner Dienstzeit als Stabschef der Streitkräfte um elf Millionen ₱ illegal bereichert zu haben.
Sein älterer Bruder Generalleutnant Loven C. Abadia war 1960 ebenfalls Absolvent der Militärakademie und Kommandierender General der Luftwaffe. Auch sein ältester Bruder Lino C. Abadia war Absolvent der Philippine Military Academy, kam aber am 3. Dezember 1957 einen Tag nach dem Ausbildungsabschluss bei einem Flugzeugabsturz ums Leben. Er engagiert sich in der Philippine Civic Action Group (PHILCAG).